# Sidste udkald (film)
|  | Denne artikel er oprettet af botten Steenthbot ud fra en ekstern database. Den kan derfor have sproglige fejl eller mangler. Denne skabelon kan fjernes efter kontrol af indholdet. |

Sidste udkald er en dansk kortfilm fra 1984 instrueret af Lars Hesselholt efter eget manuskript.

## Handling
En udslukt lejesoldat likvideres af de gamle venner i banden.

## Medvirkende
- Niels Vigild
- Søren Steen
- Per Sessingø
- Lars von Trier